# Paharganj

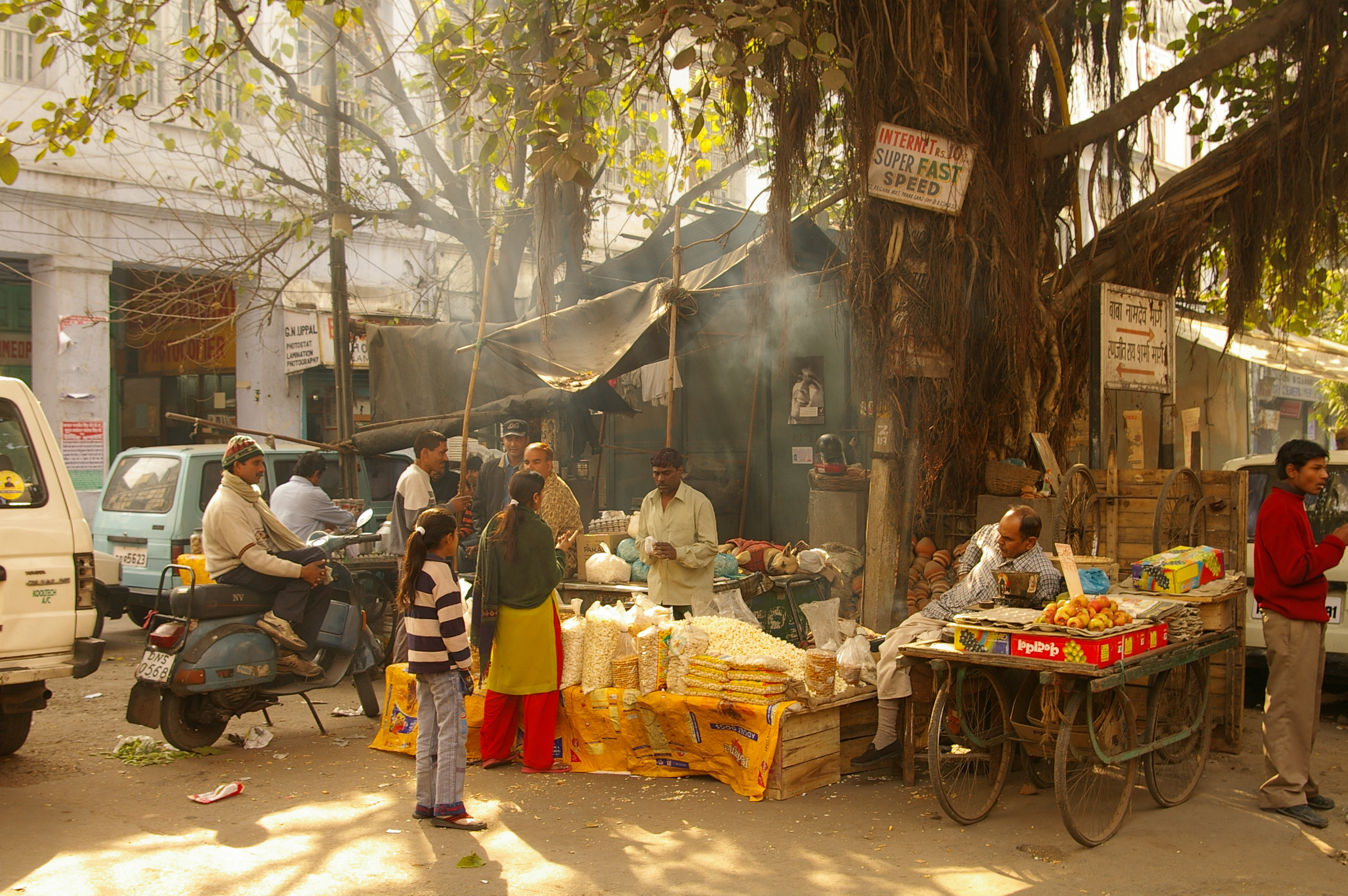
Bazaar Central, Paharganj, Delhi

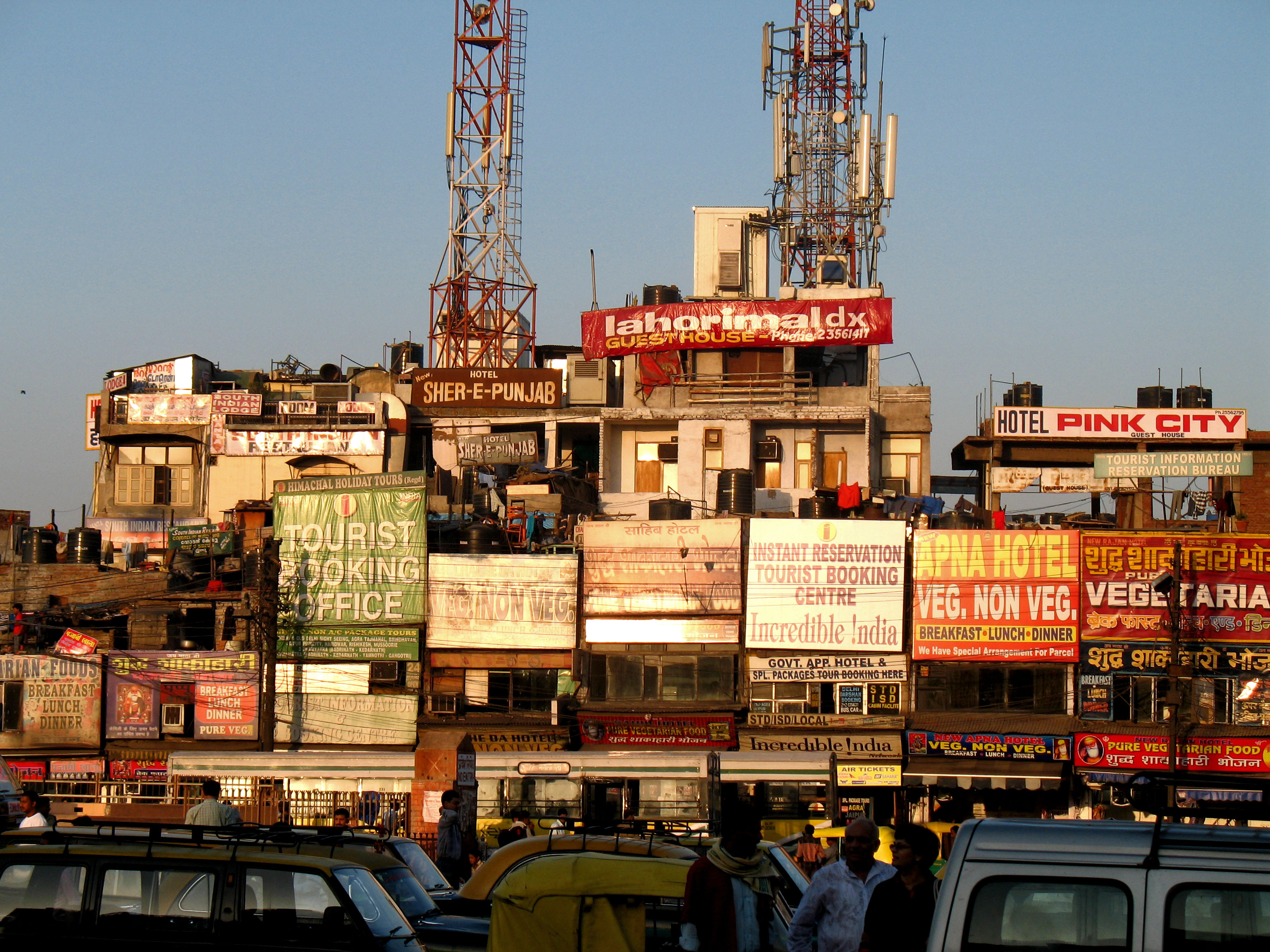
Hoteles de Paharganj junto a la Estación de trenes de Delhi

Paharganj ( en Hindi: पहाड़गंज, en Urdu: پہاڑ گنج , en Punjabi ਪਹਾੜਗਂਜ, significa literalmente barrio accidentado en sentido geográfico) es un barrio del centro de Nueva Delhi que se encuentra al oeste de la Estación de fecorril de Nueva Delhi. Es una de las tres divisiones administrativas del distrito de la zona central de Delhi, siendo los otros dos Darya Ganj y Karol Bagh. El nombre deriva de la cercanía de Raisina Hill, donde hoy sigue estando el Rashtrapati Bhavan. 
Hoy en día es conocido por la concentración de hoteles baratos, restaurantes conocidos como dhabas y una gran cantidad de tiendas frecuentadas tanto por la población local como por los turistas extranjeros, especialmente los que viajan con un presupuesto bajo. Recientemente ha alcanzado fama por los restaurantes de cocina internacional.
En el área existen igualmente casas y refugios gestionados por ONGs para niños de la calle y trabajadores. También en este barrio se encuentra el histórico Qazi Wali Masjid, conocido por sus grabados y arcos dorados.

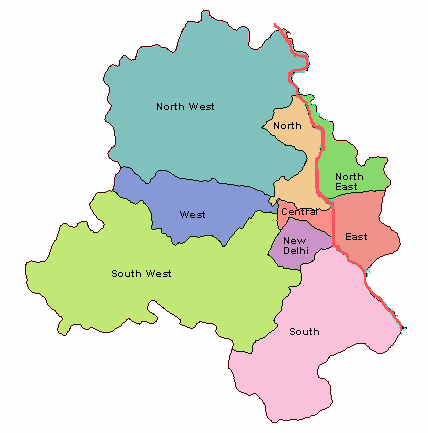
Mapa donde se muestran los distritos de Delhi.

## Historia
El barrio era una de los principales mercados de granos de la ciudad en el siglo XVII y allí se encontraba la casa de comercio donde el emperador recogía los impuestos. En los años veinte la zona experimentó un importante desarrollo.
Igualmente, el área muestra un importante influjo de los refugiados Hindues procedentes de Pakistán tras la partición de la India en 1947 que se asentaron en la zona y se dedicaron al comercio.
Con la llegada del movimiento Hippie a la India el barrio se convirtió en parte de la ruta Hippie y más adelante en lugar de alojamiento habitual para viajeros por su cercanía a la estación de tren y la plaza Connaught. El legado de todo esto sigue siendo notable hoy.